# Ballon d'Alsace
Ballon d'Alsace (německy Elsässer Belchen) je hora ve Vogézách. Její nadmořská výška je 1247 metrů nad mořem. Mezi lety 1871–1919 přes vrchol hory vedla francouzsko-německá hranice.